# Фаянсовая улица (Санкт-Петербург)
Фая́нсовая улица — улица в Невском районе Санкт-Петербурга. Проходит от Хрустальной улицы до улицы Седова.

## История
5 марта 1871 года присвоено наименование Заводская улица (от Хрустальной улицы до улицы 2-й Луч), дано по находившемуся здесь Фарфоровому заводу.
Современное название Фаянсовая улица дано 16 апреля 1887 года, в ряду близлежащих улиц, получивших наименования по наименованиям материалов, по которым изготавливалась продукция на находившемся поблизости Императорском стеклянном заводе. Участок западнее Хрустальной улицы с 1912 года до 1920-х годов носил название Царская улица, по Царскому городку. В 1950-е годы продлена до улицы Седова.

## Достопримечательности
- ФГУНПП «Геологоразведка» (дом 20)
- АТП 18 (дом 24)
- Сад имени 30-летия Октября

На всём протяжении с севера улицу ограничивает территория грузовой железнодорожной станции Глухоозёрская.